# Templo de Okinawa
El Templo de Okinawa es uno de los templos construidos y operados por la Iglesia de Jesucristo de los Santos de los Últimos Días, el número 186 en operaciones continuas de la iglesia, ubicado en la Prefectura de Okinawa, Japón. El templo se encuentra ubicado a poca distancia de la Base Aérea de Kadena en el extremo oeste de la ciudad y es el templo más sureño de Japón.
El Templo de Okinawa es el primer templo que se construye en la isla de Okinawa y es el cuarto templo de la iglesia construido en Japón, después de los templos de Tokio (1980), Fukuoka (2000) y Sapporo (2016). El templo refleja la arquitectura japonesa, con diseños florales inspirados en el florecimiento anual de los árboles en Okinawa y un detalle de piedra inspirado en las tradicionales tejas japonesas Shibi.

## Anuncio
Los planes para la construcción del templo en la ciudad de Okinawa fueron anunciados por el presidente de la iglesia, Russell M. Nelson, durante la conferencia general de la iglesia el 7 de abril de 2019. Otros siete templos fueron anunciados al mismo tiempo. 
El 25 de mayo de 2020, se publicó la ubicación del templo junto con la representación exterior oficial. El templo se diseñó de dos pisos, a ser construido adyacente al centro de reuniones de la congregación de Okinawa, el cual sería remodelado para incluir un centro de llegada de patrones que visitan el templo. El terreno se encuentra justo al lado de la autopista de Okinawa, dando fácil acceso desde los distintos lugares de la isla.

## Construcción
El 5 de diciembre de 2020 se llevó a cabo la ceremonia de la palada inicial, para indicar el comienzo de la construcción, presidida por las autoridades generales de la iglesia en esa localidad. El templo es un edificio de dos pisos y cuenta con 12,437 pies cuadrados de construcción. Se agregó un centro de habitaciones para la llegada de patronos del templo de lugares distantes. En el terreno se encuentra también un centro de reuniones adyacente existente. El templo fue dedicado el 12 de noviembre de 2023 por Gary E. Stevenson . 